# Leader negli intercetti per stagione nella National Football League
La seguente è la lista dei giocatori della National Football League che hanno guidato la stagione regolare in intercetti ogni anno. I giocatore che hanno conquistato più volte questa classifica, tre, sono Everson Walls, coi Dallas Cowboys, e Ed Reed, coi Baltimore Ravens. Il record stagionale di intercetti spetta al membro della Pro Football Hall of Fame Dick "Night Train" Lane con 14 nel 1952, ottenuto con un calendario di sole dodici partite, contro le diciassette attuali. Il giocatore con più intercetti in carriera è Paul Krause con 81.

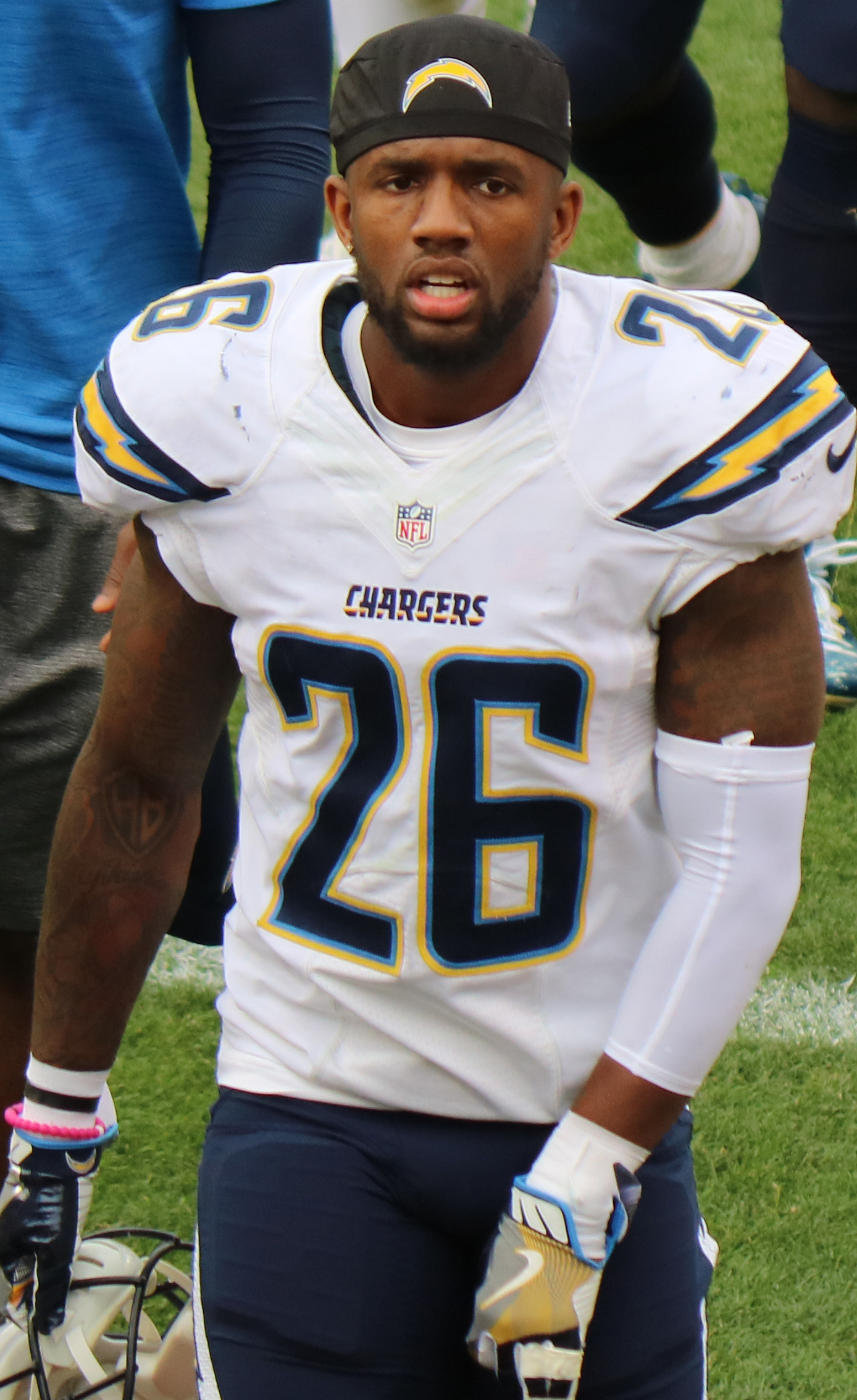
Casey Hayward ha guidato la NFL in intercetti nel 2016

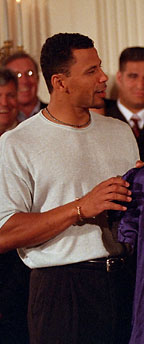
Rod Woodson è il più vecchio giocatore ad avere guidato questa classifica, a 37 anni nel 2002

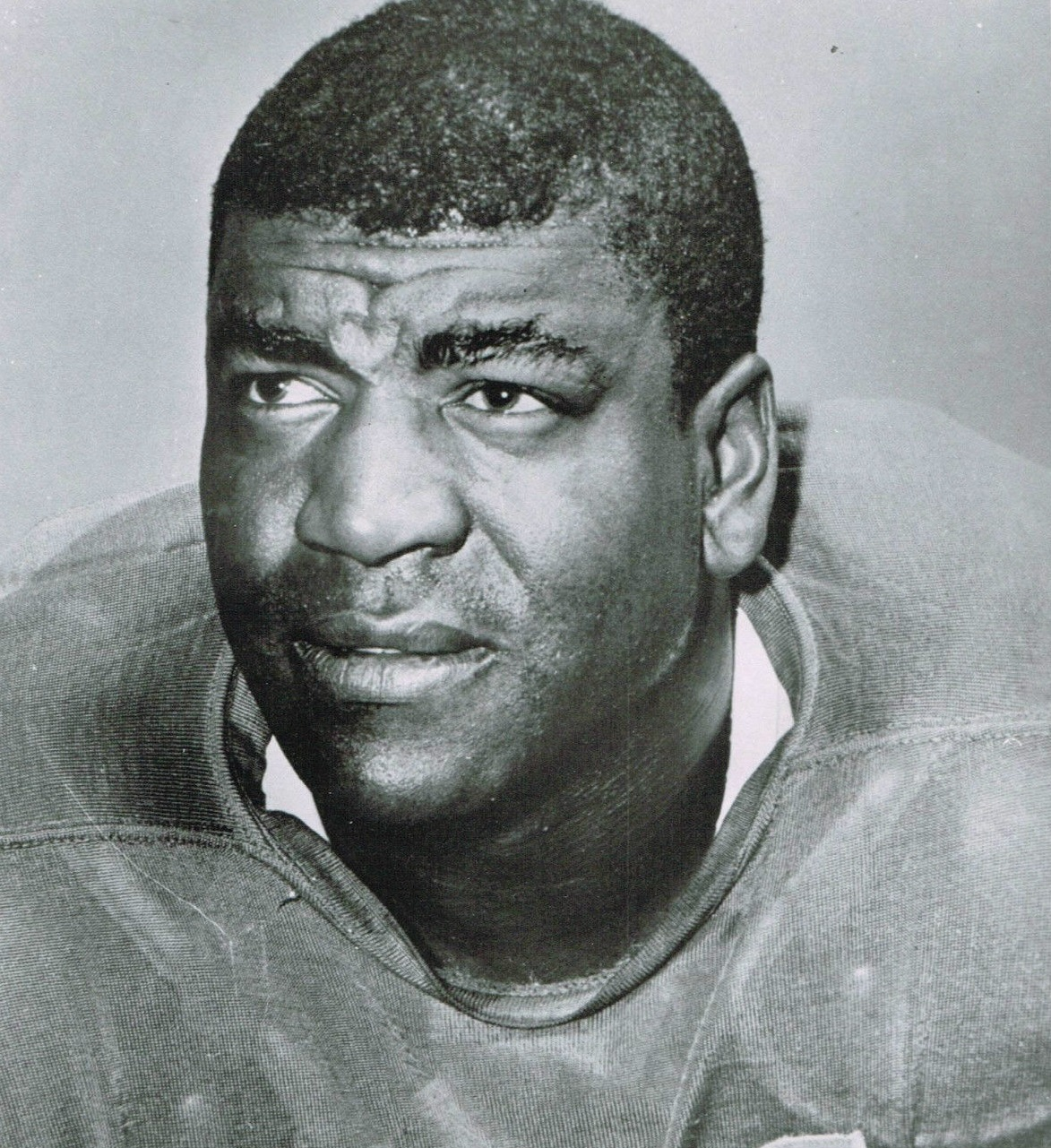
Night Train Lane detiene il record di intercetti in una stagione, 14 nel 1952

## Leader della NFL in intercetti
| Record stabilito* |

| Anno | Giocatore                                                           | Int | Squadra                                                                                     |
| ---- | ------------------------------------------------------------------- | --- | ------------------------------------------------------------------------------------------- |
| 1940 | Don Hutson * Ace Parker * Kent Ryan *                               | 6   | Green Bay Packers Brooklyn Dodgers Detroit Lions                                            |
| 1941 | Marshall Goldberg * Art Jones *                                     | 7   | Chicago Cardinals Pittsburgh Steelers                                                       |
| 1942 | Bulldog Turner *                                                    | 8   | Chicago Bears                                                                               |
| 1943 | Sammy Baugh *                                                       | 11  | Washington Redskins                                                                         |
| 1944 | Howie Livingston                                                    | 9   | New York Giants                                                                             |
| 1945 | Roy Zimmerman                                                       | 7   | Philadelphia Eagles                                                                         |
| 1946 | Bill Dudley                                                         | 10  | Pittsburgh Steelers                                                                         |
| 1947 | Frank Reagan Frank Seno                                             | 10  | New York Giants Boston Yanks                                                                |
| 1948 | Dan Sandifer *                                                      | 13  | Washington Redskins                                                                         |
| 1949 | Bob Nussbaumer                                                      | 12  | Chicago Cardinals                                                                           |
| 1950 | Spec Sanders                                                        | 13  | New York Yanks                                                                              |
| 1951 | Otto Schnellbacher                                                  | 11  | New York Giants                                                                             |
| 1952 | Dick Lane                                                           | 14* | Los Angeles Rams                                                                            |
| 1953 | Jack Christiansen                                                   | 12  | Detroit Lions                                                                               |
| 1954 | Dick Lane                                                           | 10  | Chicago Cardinals                                                                           |
| 1955 | Will Sherman                                                        | 11  | Los Angeles Rams                                                                            |
| 1956 | Lindon Crow                                                         | 11  | Chicago Cardinals                                                                           |
| 1957 | Jack Butler Jack Christiansen Milt Davis                            | 10  | Pittsburgh Steelers Detroit Lions Baltimore Colts                                           |
| 1958 | Jimmy Patton                                                        | 11  | New York Giants                                                                             |
| 1959 | Milt Davis Dean Derby Don Shinnick                                  | 7   | Baltimore Colts Pittsburgh Steelers Baltimore Colts                                         |
| 1960 | Dave Baker Jerry Norton                                             | 10  | San Francisco 49ers St. Louis Cardinals                                                     |
| 1961 | Dick Lynch                                                          | 9   | New York Giants                                                                             |
| 1962 | Willie Wood                                                         | 9   | Green Bay Packers                                                                           |
| 1963 | Dick Lynch Rosey Taylor                                             | 9   | New York Giants Chicago Bears                                                               |
| 1964 | Paul Krause                                                         | 12  | Washington Redskins                                                                         |
| 1965 | Bobby Boyd                                                          | 9   | Baltimore Colts                                                                             |
| 1966 | Larry Wilson                                                        | 10  | St. Louis Cardinals                                                                         |
| 1967 | Lem Barney Dave Whitsell                                            | 10  | Detroit Lions New Orleans Saints                                                            |
| 1968 | Willie Williams                                                     | 10  | New York Giants                                                                             |
| 1969 | Mel Renfro                                                          | 10  | Dallas Cowboys                                                                              |
| 1970 | Johnny Robinson                                                     | 10  | Kansas City Chiefs                                                                          |
| 1971 | Bill Bradley                                                        | 11  | Philadelphia Eagles                                                                         |
| 1972 | Bill Bradley                                                        | 9   | Philadelphia Eagles                                                                         |
| 1973 | Dick Anderson Mike Wagner                                           | 8   | Miami Dolphins Pittsburgh Steelers                                                          |
| 1974 | Emmitt Thomas                                                       | 12  | Kansas City Chiefs                                                                          |
| 1975 | Mel Blount                                                          | 11  | Pittsburgh Steelers                                                                         |
| 1976 | Monte Jackson                                                       | 10  | Los Angeles Rams                                                                            |
| 1977 | Lyle Blackwood                                                      | 10  | Baltimore Colts                                                                             |
| 1978 | Thom Darden                                                         | 10  | Cleveland Browns                                                                            |
| 1979 | Mike Reinfeldt                                                      | 12  | Houston Oilers                                                                              |
| 1980 | Lester Hayes                                                        | 13  | Oakland Raiders                                                                             |
| 1981 | Everson Walls                                                       | 11  | Dallas Cowboys                                                                              |
| 1982 | Everson Walls                                                       | 7   | Dallas Cowboys                                                                              |
| 1983 | Mark Murphy                                                         | 9   | Washington Redskins                                                                         |
| 1984 | Kenny Easley                                                        | 10  | Seattle Seahawks                                                                            |
| 1985 | Everson Walls                                                       | 9   | Dallas Cowboys                                                                              |
| 1986 | Ronnie Lott                                                         | 10  | San Francisco 49ers                                                                         |
| 1987 | Barry Wilburn                                                       | 9   | Washington Redskins                                                                         |
| 1988 | Scott Case                                                          | 10  | Atlanta Falcons                                                                             |
| 1989 | Felix Wright                                                        | 9   | Cleveland Browns                                                                            |
| 1990 | Mark Carrier                                                        | 10  | Chicago Bears                                                                               |
| 1991 | Ronnie Lott                                                         | 8   | Oakland Raiders                                                                             |
| 1992 | Henry Jones Audray McMillian                                        | 8   | Buffalo Bills Minnesota Vikings                                                             |
| 1993 | Nate Odomes Eugene Robinson                                         | 9   | Buffalo Bills Seattle Seahawks                                                              |
| 1994 | Eric Turner Aeneas Williams                                         | 9   | Cleveland Browns Arizona Cardinals                                                          |
| 1995 | Orlando Thomas                                                      | 9   | Minnesota Vikings                                                                           |
| 1996 | Tyrone Braxton Keith Lyle                                           | 9   | Denver Broncos St. Louis Rams                                                               |
| 1997 | Ryan McNeil                                                         | 9   | St. Louis Rams                                                                              |
| 1998 | Ty Law                                                              | 9   | New England Patriots                                                                        |
| 1999 | Donnie Abraham James Hasty Sam Madison Troy Vincent Rod Woodson     | 7   | Tampa Bay Buccaneers Kansas City Chiefs Miami Dolphins Philadelphia Eagles Baltimore Ravens |
| 2000 | Darren Sharper                                                      | 9   | Green Bay Packers                                                                           |
| 2001 | Ronde Barber Anthony Henry                                          | 10  | Tampa Bay Buccaneers Cleveland Browns                                                       |
| 2002 | Brian Kelly Rod Woodson                                             | 8   | Tampa Bay Buccaneers Oakland Raiders                                                        |
| 2003 | Tony Parrish Brian Russell                                          | 9   | San Francisco 49ers Minnesota Vikings                                                       |
| 2004 | Ed Reed                                                             | 9   | Baltimore Ravens                                                                            |
| 2005 | Ty Law Deltha O'Neal                                                | 10  | New York Jets Cincinnati Bengals                                                            |
| 2006 | Champ Bailey Asante Samuel                                          | 10  | Denver Broncos New England Patriots                                                         |
| 2007 | Antonio Cromartie                                                   | 10  | San Diego Chargers                                                                          |
| 2008 | Ed Reed                                                             | 9   | Baltimore Ravens                                                                            |
| 2009 | Jairus Byrd Asante Samuel Darren Sharper Charles Woodson            | 9   | Buffalo Bills Philadelphia Eagles New Orleans Saints Green Bay Packers                      |
| 2010 | Ed Reed                                                             | 8   | Baltimore Ravens                                                                            |
| 2011 | Kyle Arrington Eric Weddle Charles Woodson                          | 7   | New England Patriots San Diego Chargers Green Bay Packers                                   |
| 2012 | Tim Jennings                                                        | 9   | Chicago Bears                                                                               |
| 2013 | Richard Sherman                                                     | 8   | Seattle Seahawks                                                                            |
| 2014 | Glover Quin                                                         | 7   | Detroit Lions                                                                               |
| 2015 | Reggie Nelson Marcus Peters                                         | 8   | Cincinnati Bengals Kansas City Chiefs                                                       |
| 2016 | Casey Hayward                                                       | 7   | San Diego Chargers                                                                          |
| 2017 | Kevin Byard Darius Slay                                             | 8   | Tennessee Titans Detroit Lions                                                              |
| 2018 | Kyle Fuller Xavien Howard Damontae Kazee                            | 7   | Chicago Bears Miami Dolphins Atlanta Falcons                                                |
| 2019 | Stephon Gilmore Anthony Harris Tre'Davious White                    | 6   | New England Patriots Minnesota Vikings Buffalo Bills                                        |
| 2020 | Xavien Howard                                                       | 10  | Miami Dolphins                                                                              |
| 2021 | Trevon Diggs                                                        | 11  | Dallas Cowboys                                                                              |
| 2022 | Justin Simmons Tariq Woolen C.J. Gardner-Johnson Minkah Fitzpatrick | 6   | Denver Broncos Seattle Seahawks Philadelphia Eagles Pittsburgh Steelers                     |
| 2023 | DaRon Bland                                                         | 9   | Dallas Cowboys                                                                              |
| 2024 | Kerby Joseph                                                        | 9   | Detroit Lions                                                                               |